# Sövényi Ervin
Sövényi Ervin (Baglyasalja, 1919. december 22. – Szeged, 1976. január 31.) magyar röntgenológus, egyetemi tanár, az orvostudományok kandidátusa (1971).

## Életpályája
Sövényi Károly és Hoffer Ilona fiaként született. Felsőfokú tanulmányait a budapesti Pázmány Péter Tudományegyetem Orvostudományi Karán végezte, ahol 1944. november 25-én avatták orvosdoktorrá. Pályafutását a Makói Kórházban kezdte, s ott töltött ideje alatt belgyógyászatból szakképesítést szerzett. 1953-ban a Szegedi Orvostudományi Egyetem I. sz. Belgyógyászati Klinikájára került, ahol rövidesen röntgen szakorvosi képesítést kapott. 1959-től 1976-ig a Szenes Tibor által vezetett röntgenklinikán dolgozott. Kandidátusi értekezését 1971-ben a sugárártalom és sugárvédelem témaköréből írta. 1975-ben egyetemi tanárrá és a Röntgenklinika igazgatójává nevezték ki.
Számtalan hazai tudományos megmozdulás mellett részt vett a moszkvai, római, tokiói, amszterdami és madridi nemzetközi radiológus kongresszusokon. Főként a klasszikus röntgenvizsgálati eljárások racionalizálásával és korszerűvé tételével, a lupus erythematodes röntgendiagnosztikájával foglalkozott. Számos szakközleménye jelent meg.
Tagja volt a Magyar Radiológusok Társaságának, a Magyar Orvostudományi Nukleáris Társaságnak és a Magyar Gasztroenterológusok Társaságának.
A budapesti Farkasréti temetőben helyezték végső nyugalomra.

## Művei
- Polyarteritis nodosa esete tüdő- és emésztőszervi elváltozásokkal. Varró Vincével. (Orvosi Hetilap, 1955, 43.)
- A vastagbél nagyrészére kiterjedő Crohn-féle betegség (ileitis regionalis). Tisza Aladárral. (Orvosi Hetilap, 1958, 16.)
- Az arteria pulmonalis főágainak elzáródása tüdőinfractus keletkezése nélkül és subacut cor pulmonale kifejlődése. Balázs Viktorral, Dávid Margittal. (Magyar Belorvosi Archívum, 1959, 2–3.)
- A vékonybél-passage röntgen vizsgálatának gyorsított módszere. Varró Vincével. (Orvosi Hetilap, 1959, 29.)
- Hypophysistáji röntgenbesugárzás hatása a diabeteses retinopathiára. Kahán Ágosttal, Szücs Zsuzsannával, Csapó Gáborral. (Szemészet, 1962, 3.)
- Tüdőelváltozásokkal társult diabetes insipidus. Durszt Ferenccel, Ökrös Józseffel, Szarvas Ferenccel, Kovács Kálmánnal. (Orvosi Hetilap, 1966, 45.)
- Colitis ulcerosát utánzó diffuz colon-polyposis (familiáris?) tüneti exsudativ enteropathiával. Varró Vincével, Baradnay Gyulával, Csernay Lászlóval. (Orvosi Hetilap, 1968, 2.)
- A röntgen-sugárártalmat befolyásoló néhány tényező kísérletes vizsgálata. Kandidátusi értekezés. (1971)

## Díjai, elismerései
- Érdemes Orvos (1967)